# Le Journal du Dimanche

Logo

Le Journal du Dimanche (JDD) ist eine französische Sonntagszeitung.

## Geschichte
JDD wurde 1948 von Pierre Lazareff als Sonntagsausgabe der Tageszeitung France Soir gegründet und seit 1976 als selbständige Wochenzeitschrift mit 52 Ausgaben pro Jahr weitergeführt. Das Blatt gliedert sich in die Themenbereiche Nachrichten, Sport, Kultur und (seit 1999) Wirtschaft und erscheint seit September 1999 mit einem Sonderheft zu Paris. JDD erreichte 2005 eine Auflage von 263.208 verkauften Exemplaren mit einer Reichweite von 1.151.000 Lesern.
JDD befindet sich mit einem Mehrheitsanteil von 60 % im Besitz der französischen Verlagsgruppe Hachette Filipacchi Médias (HFM), einer Tochter der Unternehmensgruppe Lagardère SCA, die übrigen 40 % hält der von Serge Dassault kontrollierte Pressekonzern Socpresse.
Leiter war u. a. von 1999 bis Dezember 2005 Jean-Claude Maurice, der von Jacques Espérandieux (ehemals bei Le Parisien), im Dezember 2005 abgelöst wurde.
2007 wurde das Blatt bekannt, durch die Zensur eines Artikels über die damalige Gattin von Nicolas Sarkozy, Cécilia Sarkozy, die im 2. Wahlgang der Präsidentschaftswahl nicht zur Wahl gegangen war. Arnaud Lagardère, der Haupteigentümer soll hier per Telefon zu Gunsten von Nicolas Sarkozy interveniert haben. Im Jahr darauf wurde Jacques Espérandieux durch Christian de Villeneuve ersetzt.
Seit 2021 gehört die Zeitung dem konservativen Industriellen Vincent Bolloré. Dieser entschied im Sommer 2023, dass Geoffroy Lejeune, der frühere Chefredakteur des inzwischen als rechtsextrem geltenden Blattes Valeurs Actuelles, nunmehr Chefredakteur des JDD wird. Daraufhin trat die Redaktion in einen Streik, der sechs Wochen andauerte. Da die Geschäftsleitung nicht nachgab und Lejeune sein Amt im August antrat, entschieden sich zahlreiche Redakteure, die Zeitung zu verlassen. In Verhandlungen mit der Geschäftsleitung konnte erreicht werden, dass diejenigen, die gehen wollen, eine Abfindung bekommen werden.

## Audios
- Christiane Kaess: Rechtsruck in französischen Medien: „Journal du Dimanche“ bekommt rechten Chef, 6.55 Minuten Audio-Version, Deutschlandfunk Kultur, 26. Juni 2023.
- Carolin Dylla: Streik beim „Journal du Dimanche“ – mehr als Protest gegen neuen Chefredakteur, 5.48 Minuten Audio-Version, Deutschlandfunk, 18. Juli 2023.
- Jürgen Ritte: Rechtsruck in den französischen Medien, 6.57 Minuten Audio-Version, Deutschlandfunk Kultur, 31. Juli 2023.
- Carolin Dylla: Unter rechter Leitung: Französischer Milliardär richtet Traditionsblatt neu aus, 6.16 Minuten Audio-Version, Deutschlandfunk, 8. August 2023.
- Suzanne Krause: Konkurrenz zu „Journal du Dimanche“: „La Tribune Dimanche“, 5.35 Minuten Audio-Version, Deutschlandfunk, 1. November 2023